# Avalònia

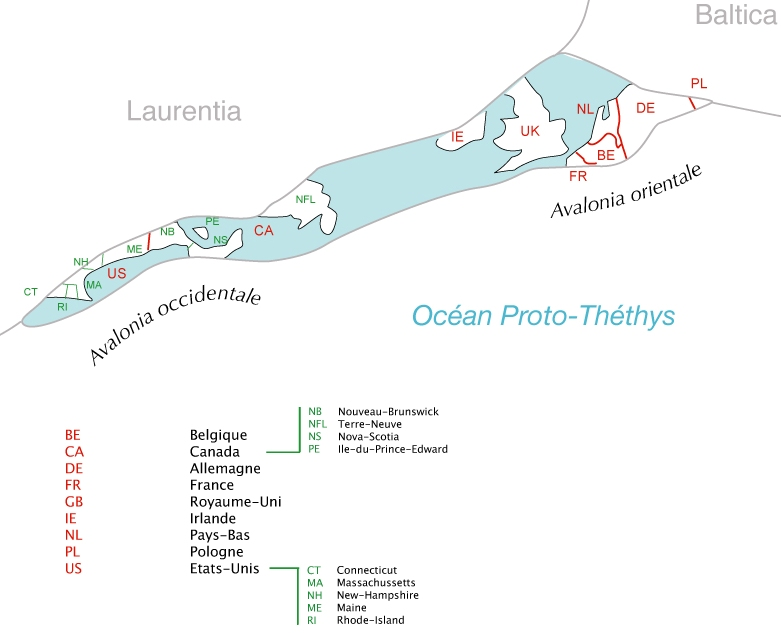
Avalònia (noms en francès).

Avalònia va ser un microcontinent durant l'era del Paleozoic. Fragments d'aquest passat microcontinent es troben al sud-oest de la Gran Bretanya i a la costa est d'Amèrica del Nord. És l'origen de moltes de les roques més antigues d'Europa occidental, el Canadà atlàntic i part de les costes dels Estats Units. Avalonia rep aquest nom per la Península Avalon de l'illa de Terranova.
Avalònia va desenvolupar com un arc volcànic en el marge nord de Gondwana. Finalment es va moure esdevenint un microcontonent. L'oceà Reic es va formar al seu darrere i l'Oceà Iapetus es va contraure al seu front. Va xocar contra els continents Bàltica, després amb Laurència i finalment amb Gondwana, acabant a l'interior de Pangea. Quan Pangea es va trencar, les restes d'Avalònia van quedar dividides per la fissura que va esdevenir l'oceà Atlàntic.
El primer desenvolupament d'Avalònia es creu que va ser en forma d'arc volcànic prop d'una zona de subducció en el marge de Gondwana. L'activitat ígnia començà fa uns 730 milions d'anys i va continuar fins fa uns 570 milions d'anys en el Neoproterozoic tardà.
Al principi del Cambrià, el supercontinent Pannòcia es va trencar i Avalònia va derivar cap al nord des de Gondwana. La punta est d'Avalònia xocà amb Bàltica, una placa continental que ocupava les latituds entre uns 30°S a 55°S, això passà al final de l'Ordovicià i del Silurià.
A les darreries del Silurià i el baix Devonià, Bàltica i Avalònia van xocar progressivament amb Laurència. El resultat d'això va ser la formació d'Euramèrica. Aquesta col·lisió està representada per l'orogènesi caledoniana o a Amèrica del nord per l'orogènesi acadiana.